# 김종오
김종오(金鍾五, 1921년 5월 22일 ~ 1966년 3월 30일)는 대한민국의 군인 겸 정치인이다.
충청북도 청원 출생이며 본관은 김해(金海)이고 호(號)는 산남(山南)이다.

## 생애
1921년 5월 22일 충청북도 청주군 부용면 외천리에서 태어났다. 그는 가난한 빈농의 아들로 태어나 매우 어려운 가정환경에서 성장했다. 1944년 일본 주오대학 재학 중 일본군관학교에 학도병으로 입대하여 임관교육 중 해방을 맞고 귀국하였다. 귀국 이후 좌익세력이 결성한 학병동맹에 대항하여 만들어진 학병단에 들어가 활동하기도 하였다. 이후 1946년 1월 15일 군사영어학교 1기생으로 입교해 육군 참위(소위)로 임관하였다.
1947년 육군 제1연대장이 되었고, 한국 전쟁 개전 당시 육군 대령으로 제6사단의 사단장이었다. 1950년 7월 준장으로 진급하였다. 제6사단장 역임시 낌새를 수상히 여긴 김종오는 춘천에 주둔한 육군 제6사단 제7연대에 1950년 6월 22일부터 경계태세 강화와 동시에 전장병의 외출을 금지시키도록 명령했다. 그 때문에 조선인민군 2만4천 명은 6월 25일 새벽 춘천을 기습공격했지만 40% 이상의 전력을 상실한 채 춘천지역 점령을 실패하고 말았다. 춘천 전투에서 6사단은 3일간 조선인민군과 대치하며 춘천을 확보했으며 조선인민군의 진군을 성공적으로 차단하였으나 육군본부 명령에 따라 충주로 철수하면서 조선인민군은 6월 27일 저녁 10시에 춘천을 점령했다.
이후 김종오가 이끄는 6사단 7연대는 동락리 전투서 조선인민군에게 승전을 거두었다.
1950년 10월 희천 전투 때, 김종오가 이끄는 육군 제6사단 제7연대는 조선인민군의 18사단의 1개 연대를 물리치고 희천을 점령하였다.
이후 김종오는 9사단 사단장으로 부임하여 백마고지 전투에서 중공군과 전투를 벌여 승전하였다.
한국 전쟁 이후에는 합동참모의장과 제15대 육군참모총장을 맡기도 하였고 5.16 군사정변 직후에는 국가재건최고회의 최고위원을 맡음으로 잠시 정치인의 길을 걷기도 하였다.
1965년 4월 육군 대장으로 예편 후, 1966년 3월 30일 오전 9시 25분 신당동 자택에서 폐암으로 사망하였다.

## 학교 설립
청주시(現 세종특별자치시)에 부강중학교와 부강공업고(현 세종하이텍고등학교)를 설립하였다.

## 상훈
태극무공훈장 포함 17개 훈장.

## 학력
- 1943년 일본 주오 대학교 법학과 중퇴
- 1946년 군사영어학교 1기 졸업
- 1947년 조선경비보병학교 초등군사반 졸업
- 1947년 통위부 보병학교 초등군사반 졸업
- 1949년 대한민국 육군공병학교 고등군사반 졸업
- 1950년 대한민국 육군포병학교 고등군사반 졸업
- 1950년 대한민국 육군보병학교 고등군사반 졸업
- 1957년 대한민국 국방대학교 행정학사 2기